# روبرت دي فوس
روبرت دي فوس (بالهولندية: Robbert de Vos)‏ هو لاعب كرة قدم هولندي في مركز الوسط، ولد في 26 مايو 1996 في سبايكينيسه في هولندا. لعب مع نادي إيمن.

## وصلات خارجية
- روبرت دي فوس على موقع قاعدة بيانات كرة القدم.إي يو (الإنجليزية)
- روبرت دي فوس على موقع Soccerway.com (الإنجليزية)
- روبرت دي فوس على موقع AS.com (الإسبانية)